# Dietrich Buxtehude
|  | Aquest article tracta sobre el compositor i organista. Vegeu-ne altres significats a «Buxtehude». |

Dietrich Buxtehude (o Dieterich) (1637 - 9 de maig de 1707) va ser un compositor i organista danès i alemany del Barroc. Les seves obres per a orgue formen part del repertori habitual per a aquest instrument. Va ser un dels organistes més cèlebres de l'escola alemanya de l'orgue Barroc. Durant la major part de la seva vida va ser organista a l'església de Santa Maria (Marienkirche) de Lübeck, Slesvig-Holstein. Com a compositor va produir una àmplia varietat de peces vocals i instrumentals, i el seu estil va influir a molts compositors, inclòs Johann Sebastian Bach. Avui en dia és considerat el compositor alemany més destacat del seu temps, al costat de Heinrich Schütz i Bach.

## Biografia

### Primers anys a Dinamarca
Va néixer probablement el 1637 amb el nom de Diderik Buxtehude. En vida, va germanitzar el seu nom i firmava com Dieterich Buxtehude. Altres versions del seu nom són Dietrich i Diderich. Els erudits discuteixen tant la data com el lloc de naixement, encara que avui dia s'ha acceptat que va néixer el 1637 a Helsingborg, Escània, avui una part de Suècia, però que llavors pertanyia a Dinamarca. En el seu obituari, al Nova literària "Maris Balthici" de 1707 s'afirma: "Quan va venir a la nostra regió reconeixia Dinamarca com el seu país natal; va viure prop de setanta anys". D'altres, tanmateix, afirmen que va néixer al Ducat de Holstein avui a Slesvig-Holstein (Alemanya) a Bad Oldesloe, que en aquell temps formava part del regne danès. Bad Oldesloe era la ciutat on va néixer i on vivia son pare, Johannes Buxtehude, també organista. Era un descendent en quarta o cinquena generació d'emigrants de la ciutat de Buxtehude. El 1641 la família se'n va anar a Helsingborg i no és clar si Dietrich va néixer abans o després, el que fa que el lloc de naixement de son fill queda incert.

### Lübeck
Era fill de l'organista Hans Jensen Buxtehude, del qual va heretar el talent. Primer va ser organista a Helsingborg (1657-1658) i després a Elsinor (1660-1668).
Es va casar amb la filla de Franz Tunder, l'organista titular de la Marienkirche, de Lübeck. El 1668 va succeir el seu sogre en el càrrec. El seu càrrec a la ciutat imperial lliure de Lübeck li va permetre desenvolupar una àmplia carrera musical i la seva autonomia va ser un autèntic model per a les carreres de mestres barrocs posteriors, com Georg Friedrich Händel, Johann Mattheson, Georg Philipp Telemann i Johann Sebastian Bach.
El 1673 va instituir els Abendmusiken (Concerts d'Advent), que van atreure músics d'altres llocs i van continuar celebrant-se a l'església fins al 1810. Els seus contemporanis el consideraven com el millor organista de la seva època.
En 1703, Händel i Mattheson van viatjar per conèixer-lo. En aquell temps Buxtehude ja tenia 66 anys i estava preparat per retirar-se. Els va oferir el seu càrrec a ambdós, però havien de complir amb la tradició, que implicava casar-se amb la filla gran del mestre, Anna Margareta. Tant Händel com Mattheson van rebutjar l'oferta i se'n van anar l'endemà de la seva arribada. El 1705, Johann Sebastian Bach, de vint anys, va caminar més de 320 quilòmetres des d'Arnstadt per conèixer-lo. Va romandre amb el mestre gairebé tres mesos, va anar als concerts d'Advent, el va sentir tocar i va aprendre d'ell. Buxtehude va morir un parell d'anys després de la visita de Bach, el 1707.

## Estil
Buxtehude deu el seu renom a l'obra composta per a l'orgue, la més important del nord d'Alemanya, que anuncia la de J. S. Bach i sobrepassa a tota la dels seus contemporanis. Va seguir la línia iniciada per Sweelinck, sent el màxim exponent de l'anomenada "escola organista del Nord", caracteritzada pel seu gust a les grans arquitectures musicals, amb riquesa i llibertat d'imaginació que s'expressaven perfectament a través dels recursos sonors dels grans instruments creats pels artesans del nord.
L'obra de Buxtehude es caracteritza pels seus preludis i corals, per l'aspecte complex i grandiós de l'arquitectura, la invenció melòdica i rítmica i la riquesa del contrapunt. Les seves obres no estan dividides clarament en una part dedicada al virtuosisme i una altra al desenvolupament contrapuntístic, sinó que se succeeixen alternativament episodis dels dos tipus.

## Obra
Buxtehude va compondre música sacra en una època en què els compositors coneguts preferien conrear les noves formes profanes: l'òpera, el concert i la sonata.
Va aconseguir una música luterana capaç d'igualar a la polifonia catòlica del segle xvi, que havia estat reprovada per la Reforma de Luter. És el millor compositor luterà del segle xvii.
El gruix del seu treball ve representat per música vocal, amb una àmplia varietat d'estils, i peces per a orgue, que consisteixen bàsicament en sèries de corals i altres formes variades.

### Música de cambra
La música de cambra representa una part molt petita de l'obra que ens ha arribat. Va compondre una vintena de suites per a clavecí (de les quals algunes són atribuïdes a Nicolas Lebègue), a sis variacions i a vint trio sonates, per a violí, viola da gamba i baix continu.
Les suites per a clavecí segueixen molt fidelment el model estàndard. La Suite BuxWV 250 pot haver inspirat les Variacions Goldberg de J. S. Bach, ja que ambdues sèries tenen trenta-dues variacions i bastants similituds en l'estructura de determinats moviments.
Buxtehude segueix el model de Corelli de la sonata a dues i a tres veus. L'única obra de Buxtehude que es va editar en vida van ser precisament les sonates de cambra per a violí, viola da gamba i clavecí, a mitjans de la dècada de 1690. Es va publicar un primer llibre el 1694 i un segon el 1696.
- Sonates en trio: en sol, en si bemoll i en do menor, opus 1/2, 4 i 6 (BuxWV 253, 255 i 257); en do i en sol menor, Op. 2/2-3 (BuxWV 260 i 261)

### Música vocal
Llevat d'alguns cants nupcials, l'obra vocal de Buxtehude és sacra. La reforma luterana va afavorir una música sacra coral, basada en himnes, perquè tota la congregació participés en el cant. Buxtehude va estendre l'abast musical i emocional d'aquesta música coral, "fins al punt que -a causa de la complexitat del so- la congregació havia d'escoltar en comptes de participar".
Va compondre més de cent cantates amb textos en alemany i llatí. Les seves cantates tenen un "encant fresc i vivaç que fins i tot Bach rares vegades va igualar".
Va compondre una missa breu a cinc veus, el motet Benedicam Dominum a vint-i-quatre veus, i diversos oratoris, desgraciadament perduts en la seva major part. Es conserven els llibrets però no les partitures, la qual cosa és particularment desafortunat perquè els seus oratoris alemanys semblen haver estat el model per a les obres posteriors de Bach i Telemann.
- Cantates Membra Jesu nostri, Cantate Domino, Jesu meine Freude.
- Cantata de Nadal In dulce jubilo.

### Preludis per a teclat
En vida se li va reconèixer la capacitat d'interpretació, improvisació i composició d'obres per a l'orgue. Destaquen les seves composicions per a teclat. Al costat de Bach, és el responsable de la creació d'un ample repertori específic per a aquests instruments, en lloc d'usar-lo com a mer acompanyament del cant. Va compondre tocatas, fantasies, fugues, passacaglies i sonates. Aquestes obres van influir notablement en compositors posteriors.
Els preludis formen la part principal del treball de Buxtehude i són considerats la seva principal contribució a la música del segle xvii. Són composicions en seccions que alternen les parts improvisades amb les parts d'estricte contrapunt, normalment fugues. Encara que això últim recorda les tocates de Frescobaldi, les obres de Buxtehude són més estrictes que cap altra tocata de la seva època.
Els seus preludis són bastant variats en estil, la qual cosa els fa difícils de classificar: van des dels majestuosos BuxWV 137 i BuxWV 148 (que inclouen una veritable xacona al costat de parts escapades i altres seccions tipus tocata) fins a peces amb múltiples parts variades com a la BuxWV 141 (dues fugues, seccions de contrapunt imitatiu i parts amb escriptura concordada) i composicions amb dos fragments relativament breus com a la BuxWV 144 (un preludi improvisat curt seguit d'una fuga més llarga). Les seccions poden estar explícitament separades a la partitura o fluir d'una a l'altra, sent el final d'una i el principi de l'altra en el mateix compàs.
Els preludis comencen, invariablement, amb seccions d'improvisació que n'ocupen una àmplia sèrie de tècniques, des de l'escriptura contrapuntística, amb breus fragments imitatius basats en un sol motiu, d'altres en els que es concorden les veus sense donar continuïtat a un mateix motiu, amb arpegis, per exemple. Les fugues solen ser a quatre veus; els temes són sovint simples, recordant les canzone de Johann Jakob Froberger.
No obstant això, hi ha algunes excepcions notables: per exemple, el tema de la BuxWV 148 està basat completament en la repetició de notes; una fuga de la BuxWV 142 fa servir un tema cromàtic que recorda a nombrosos ricercare d'orgue de l'època, però composta en negres i no en blanques, com era típic. Els temes de Buxtehude rares vegades excedeixen de dos compassos de llarg; el tema desenvolupat durant sis compassos, de la fuga BuxWV 145, és una de les excepcions a la norma. Les mateixes fugues són sèries d'exposicions sense material episòdic i virtualment sense modulacions a altres tons, ja que això apareix en les seccions lliures del preludi.

### Corals per a teclat
Pel que fa a les sèries corals, gairebé totes poden classificar-se'n en una d'aquestes tres categories: preludis corals, fantasies corals i variacions corals. La major part de les sèries corals tenen la forma de preludis corals, com a 'Ein feste Burg ist unser Gott, BuxWV 184.

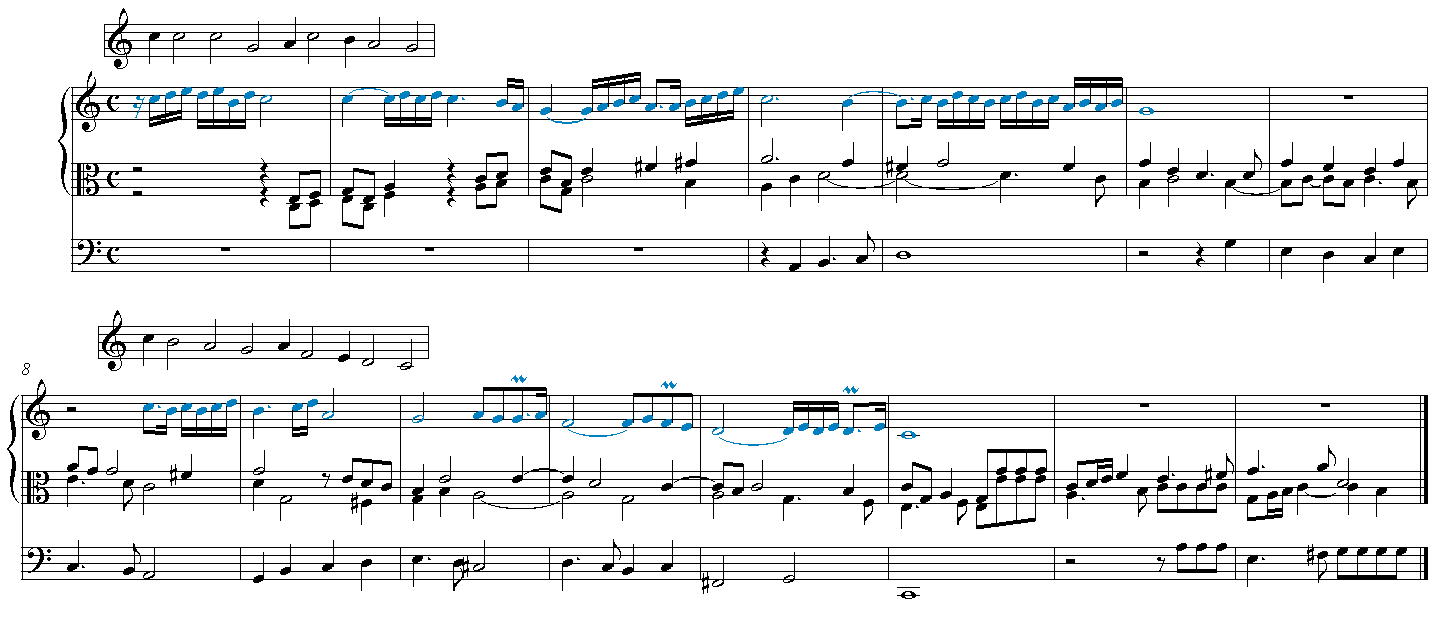
Primers compassos de Ein feste Burg ist unser Gott, BuxWV 184

Exemples de fantasies corals (terme modern) són Gelobet seist du, Jesu Christ BuxWV 188, Nun freut euch, lieben Christen g'mein Bux WV 210, Nun lob, mein Seel, den Herren BuxWV 213 i Wie schön leuchtet der Morgenstern, BuxWV 223.
Les variacions corals de Buxtehude són compostes normalment a tres o quatre veus. Consisteixen en tres o quatre variacions de les quals només una pot usar el pedal. Aquestes peces no són tan importants per al desenvolupament de la forma ni tan avançades com les contribucions de Pachelbel o Georg Böhm a aquest gènere.
Hi ha sèries corals que no encaixen en cap d'aquests tres tipus: Auf meinen lieben Gott, BuxWV 179, que és, de manera bastant desacostumada per a l'època, una suite de dansa basada en la coral, i les basades en el cant (Magnificats BuxWV 203-5 i Te Deum Laudamus, Bux WV 218), que són estructuralment similars a les fantasies corals.

### Altres obres per a teclat
Així mateix Buxtehude va compondre dues chacones i una passacaglia que, al costat de les sis chaconas per a orgue de Pachelbel, representen una variació de l'estil tradicional de la chacona, i, a més, la primera contribució seriosa del Nord d'Alemanya a l'evolució d'aquest gènere. Són entre les obres de Buxtehude més conegudes i han influït en nombrosos compositors posteriors, en particular Bach i Brahms. Unes quantes canzonas per a teclat són les seves úniques peces estrictament contrapuntístiques i probablement van ser compostes amb finalitats pedagògiques.
De les tres peces conegudes com a fugues, només la primera, BuxWV 174, és una veritable fuga; BuxWV 175 és més una canzona (dues seccions, ambdues fugades i sobre el mateix tema), mentre que BuxWV 176 és més un típic preludi, només que comença amb una fuga en lloc d'amb una secció improvisada.

## Enregistraments

### Obres per a orgue
- Peter Hurford
- Rene Saorgin (integral), (Harmonia Mundi 2901484.88)
- Harald Vogel

### Música de cambra
- Trio sonates en sol, si bemoll i en do menor, Op. 1/2, 4 i 6 (BuxWV 253, 255 i 257). Trio sonates en do, en sol menor, Op. 2/2-3 (BuxWV 260 i 261). Trio Sonnerie, ASV/Gaudeamus

### Cantates
- 6 Cantates (BuxWV 78, 62, 76, 31, 41, 15), Orchestra Anima Eterna & The Royal Consort, Collegium Vocale, Jos van Immerseel - 1994 - Channel Classics, CCS 7895
- Sacred Cantatas (BuxWV 47, 94, 56, 73, 174, 12, 48, 38, 60), Emma Kirkby et al., The Purcell Quartet, 2003, Chandos Records Ltd, Chan 0691
- Sacred Cantatas Vol. 2 (BuxWV 13, 92, 77, 17, 6, 71, 58, 37, 57), Emma Kirkby, Michael Chance, Charles Daniels, Peter Harvey, The Purcell Quartett, 2005, Chandos Records Ltd, Chan 0723
- Sacred Cantatas (BuxWV 104, 59, 97, 161, 107, 53, 64, 108), Matthew White, Katherine Hill, Paul Grindlay, Aradia Ensemble, Kevin Mallon, 2004, Naxos 8.557041
- Geistliche Kantaten (Cantates Sacres), Cantus Colln, Konrad Junghanel, Harmonia Mundi France HMC 901629.
- Membra Jesu Nostri, Monteverdi Choir, English Baroque Soloists, Fretwork, John Eliot Gardiner, Archiv Produktion 447 298-2.
- Membra Jesu Nostri, Ton Koopman, Erato 2292-45295-2.